# Naval Aircraft Factory TS
El Naval Aircraft Factory TS fue uno de los primeros aviones de caza biplano de la Armada de los Estados Unidos, sirviendo de 1922 a 1929.

## Desarrollo
Aunque los Vought VE-7 estaban sirviendo con la Armada desde principios de los años 20, no habían sido diseñados originalmente como cazas. La Naval Aircraft Factory propuso un diseño simple propulsado por un motor radial Lawrance J-1 de 150 kW (200 hp) refrigerado por aire. Su fuselaje con forma de caja estaba suspendido entre las alas superior e inferior (esencialmente con juegos de soportes de cabaña dorsal y ventral), con el área central del ala inferior agrandada para acomodar un depósito de combustible.
La NAF proporcionó a Curtiss los planos para construir el avión, y el resultado, designado TS-1, llegó a Anacostia el 9 de mayo de 1922. El TS-1 de Curtiss fue entregado con ruedas, así que la NAF también diseñó flotadores de madera para permitir su uso en navíos diferentes a los portaviones. Las pruebas fueron bien, y, a finales de 1922, la Armada ordenó 34 ejemplares a Curtiss, llegando el primero a bordo del portaviones USS Langley en diciembre. La propia NAF construyó otros cinco aparatos, como prueba de costes relativos, así como cuatro más usados para experimentar con motores lineales de refrigeración por agua.
Curtiss desarrolló dos ejemplares totalmente metálicos del avión, designados F4C-1. Este modelo realizó su primer vuelo el 4 de septiembre de 1924. Las alas tenía largueros tubulares y costillas de duraluminio estampado, y el fuselaje fue construido con tubos de duraluminio con forma de celosía Warren. Comparado con el TS-1, el ala inferior fue elevada hasta la base del fuselaje. El F4C-1 estaba armado con dos ametralladoras de 7,62 mm y estaba propulsado por un motor radial de nueve cilindros Wright J-3 de 200 hp.

## Historia operacional
Además de operar desde la cubierta del portaviones, los TS-1 sirvieron durante varios años en configuración hidroavión sobre flotadores a bordo de destructores, cruceros y acorazados. Los aviones eran izados por el lateral mediante una grúa. El escuadrón VO-1 operó de esta forma desde 1922, y el VF-1 voló sus TS-1 sobre flotadores desde acorazados en 1925 y 1926.
El TS-1 no fue muy apreciado por sus tripulantes. El posicionamiento del ala inferior por debajo del fuselaje resultaba en unos cortos soportes de las ruedas. Esto, junto a la cercanía de una rueda a la otra, provocó considerables problemas de "trompos".

## Variantes

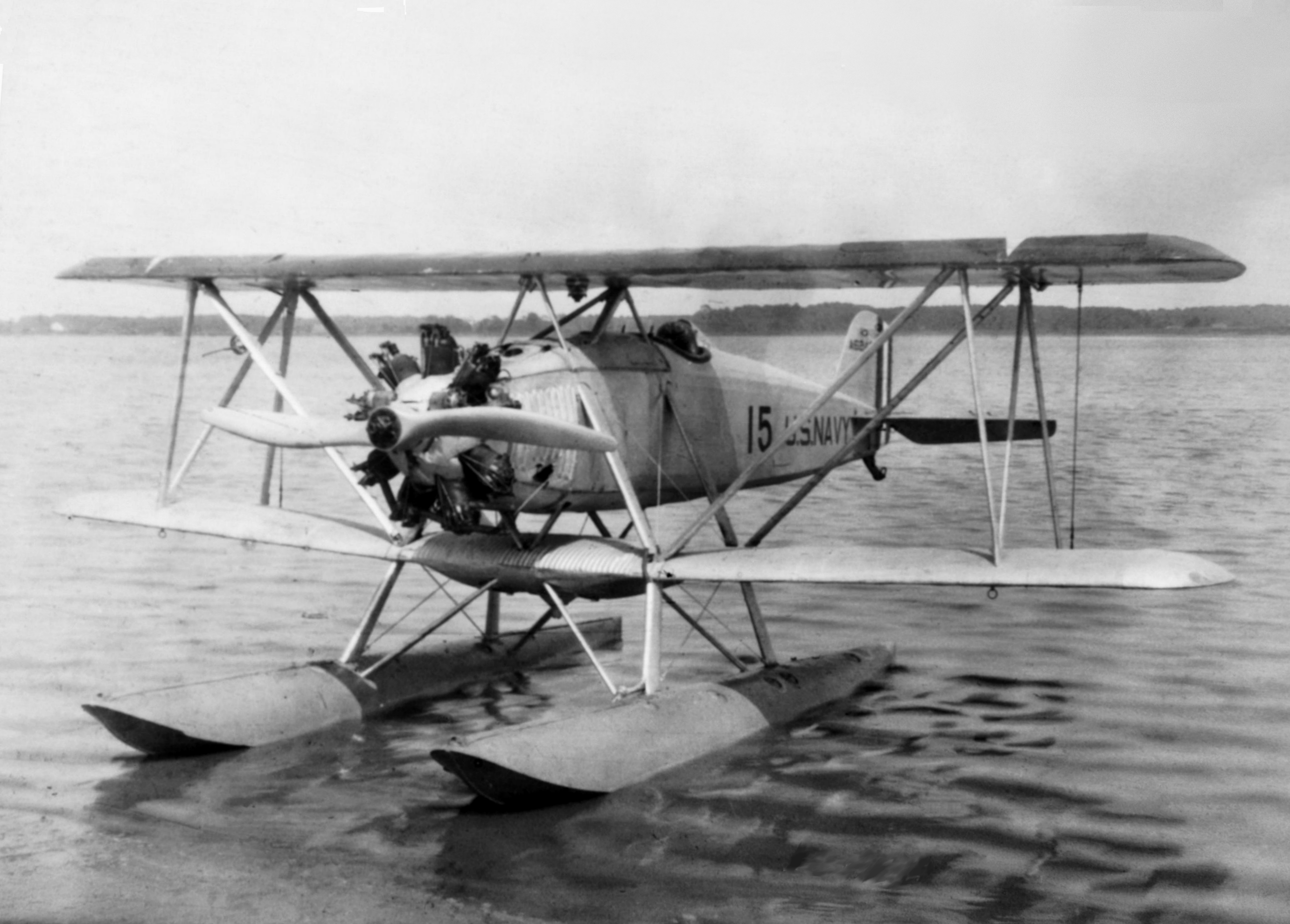
Curtiss TS-1.

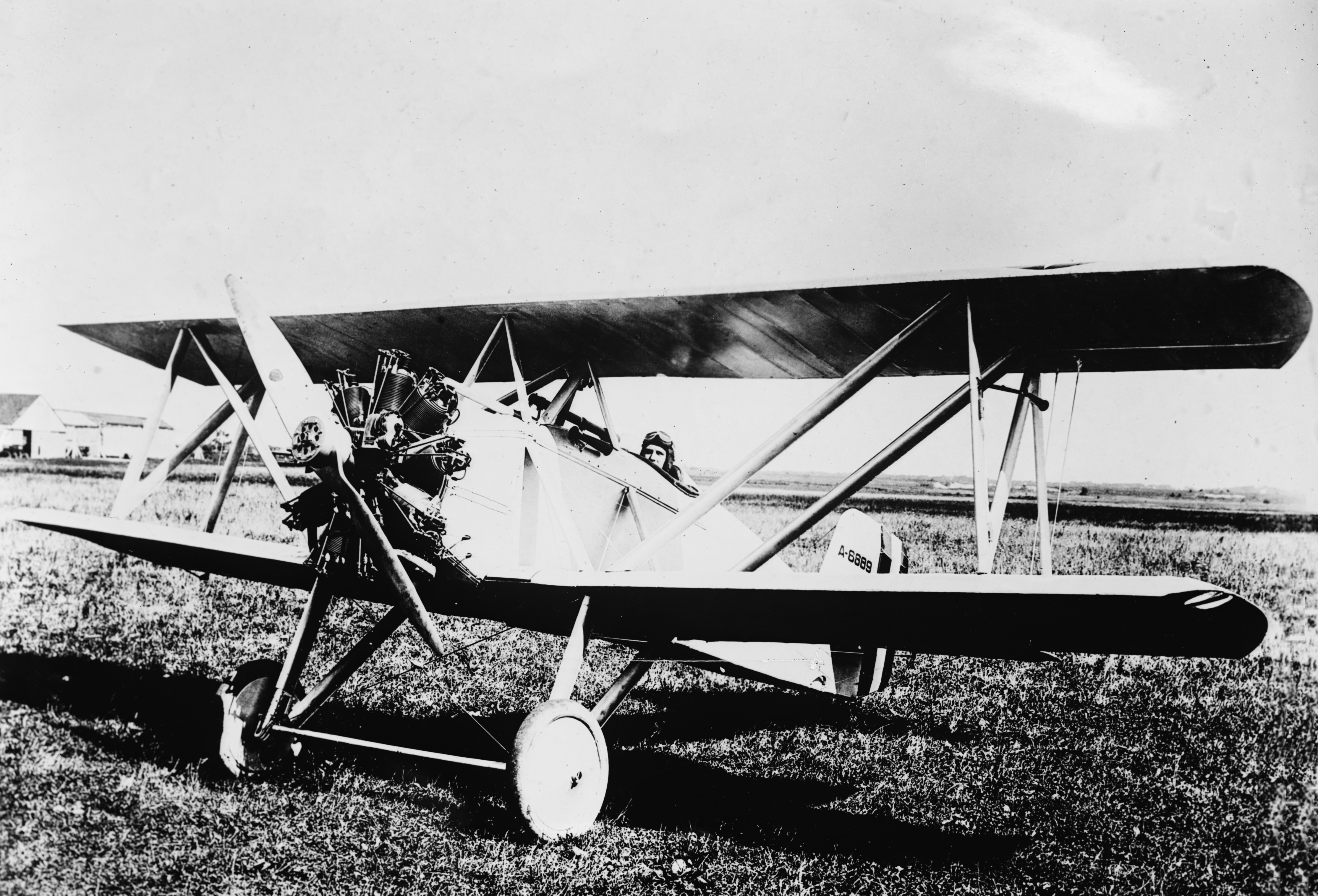
El primer F4C-1 en 1924.

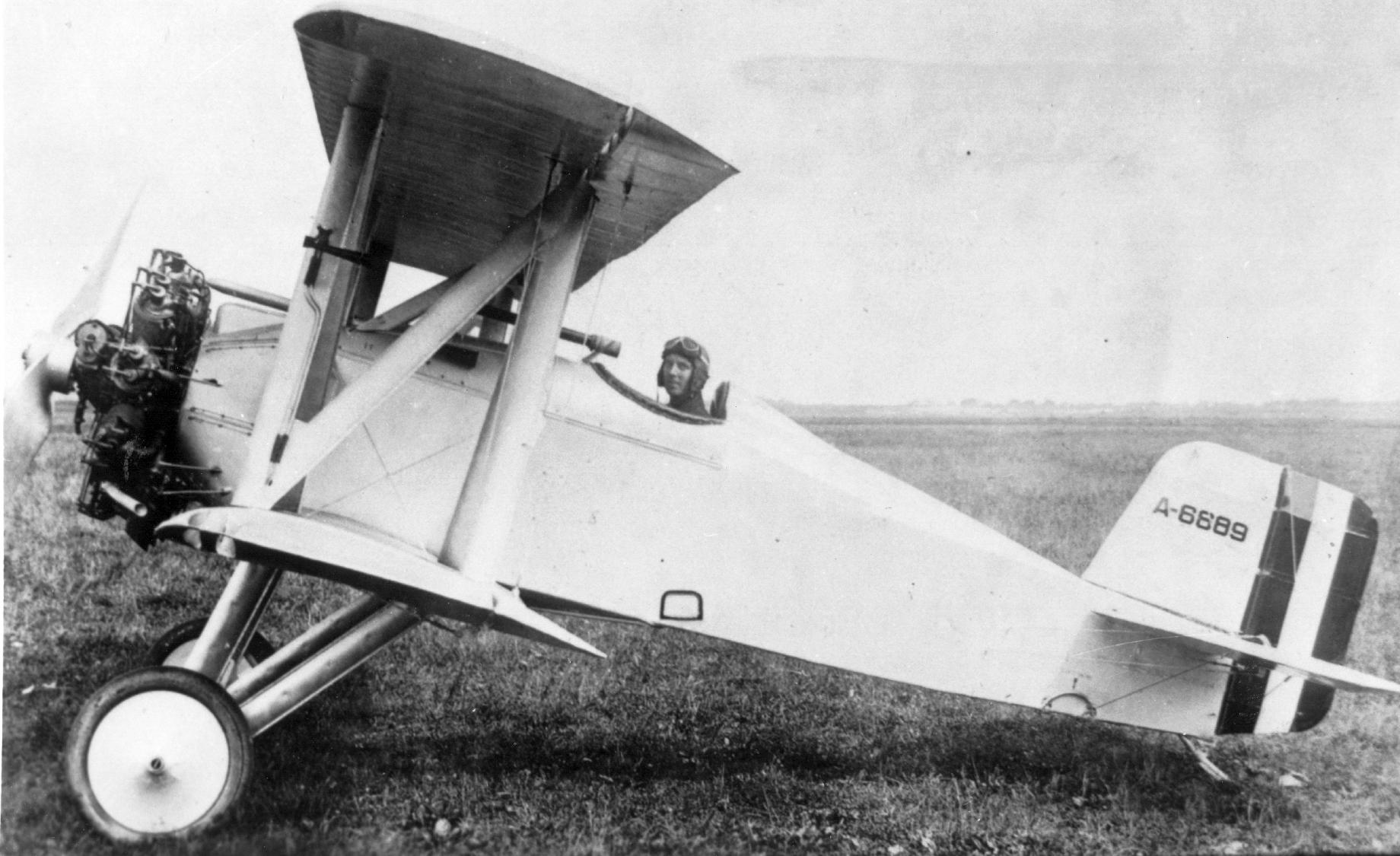
Un F4C-1.

NAF TS-1
Cinco construidos, matrículas A6300/6304. El A6303 convertido a TR-1, y el A6304, a TR-3.
Curtiss TS-1 (Model 28)
34 construidos, matrículas A6248/6270, A6305/6315.
NAF TS-2
Dos construidos, motor Aeromarine U-8D de 180 kW (240 hp). Matrículas A6446/6447, dotados de flotadores; el A6446 convertido a TS-3, y el A6447, convertido a TR-3A.
NAF TS-3
Dos construidos, motor Wright-Hispano E-2 de 180 kW (240 hp). Matrículas A6448/6449, el A6448 convertido desde TS-2, y el A6449, convertido a TR-1.
NAF TR-1
Variante con alas de carreras más delgadas, dos convertidos: el A6303 (convertido desde TS-1) y el A6449 (convertido desde TS-3).
NAF TR-2
Designación interina del TS-2, antes de convertirse a TS-3.
NAF TR-3
Uno convertido desde TS-1 (A6304).
NAF TR-3A
Uno convertido desde TS-2 (A6447).
Curtiss-Hall F4C-1 (Model 39)
Ejemplares totalmente metálicos para su comparación con la construcción original de madera y cables, dos construidos (matrículas A6689/6690).

## Operadores
Estados Unidos
- Armada de los Estados Unidos

## Supervivientes
- A6446: TS-2/3, propiedad del Museo Nacional del Aire y el Espacio de Estados Unidos en Washington D. C.[6] Previamente estuvo en exhibición en el National Naval Aviation Museum en Pensacola, Florida.[7]

## Especificaciones (TS-1 terrestre)
Referencia datos: Curtiss Aircraft 1907–1947, United States Navy aircraft since 1911

### Características generales
- Tripulación: Uno (piloto)
- Longitud: 6,74 m
- Envergadura: 7,62 m
- Altura: 2,74 m
- Superficie alar: 21,16 m2
- Perfil alar: USA 27[10]
- Peso vacío: 562 kg
- Peso cargado: 874 kg
- Planta motriz: 1× motor radial de 9 cilindros refrigerado por aire Lawrance J-1.
  - Potencia: 150 kW (200 hp)

### Rendimiento
- Velocidad máxima operativa (Vno): 211 km/h
- Velocidad crucero (Vc): 168,7 km/h
- Alcance: 753 km
- Techo de vuelo: 4400 m (14 400 pies)
- Régimen de ascenso: 6,1 m/s (1200 pies/min)

### Armamento
- Ametralladoras: 

  - 2x Browning M1919 de 7,62 mm fijas frontales

### Secuencias de designación
- Secuencia Numérica (interna de Curtiss): ← 24 - 25 - 26 - 28 - 29 - 30 - 31 -- 36 - 37 - 38 - 39 - 40 - 41 - 42 →
- Secuencia F_C (Cazas de la Armada estadounidense, 1922-1962 (Curtiss, 1922-1962)): CF - F2C - F3C - F4C - F6C - F7C - F8C →

### Listas relacionadas
- Anexo:Aeronaves militares de los Estados Unidos (navales)